# Glashjertet
Glashjertet er en dansk film fra 1988, skrevet og instrueret af Elisabeth Rygaard.
Novellefilmen varer 60 min. og beskriver en skilsmisse oplevet med børnenes øjne.
Filmen er tidligere vist på forskellige filmfestivaller og i DR.
Producent er Filmforsyningen og DR.

## Medvirkende
- Ilse Rande
- Kurt Ravn
- Birgit Brüel